# Brasilianischer Scharfnasenhai
Der Brasilianische Scharfnasenhai (Rhizoprionodon lalandii) ist eine Art der Scharfnasenhaie (Rhizoprionodon) innerhalb der Requiemhaie (Carcharhinidae). Die Art ist in den tropischen Gewässern der südamerikanischen Küste von Panama bis Brasilien verbreitet.

## Aussehen und Merkmale
Der Brasilianische Scharfnasenhai ist ein mittelgroßer Hai mit einer durchschnittlichen Körperlänge von etwa 50 bis 70 cm und einer Maximallänge von etwa 77 Zentimetern. Er hat eine dunkelgraue bis grau-braune  Körperfarbe und eine hellere Bauchregion ohne Musterung. Die Unterseite der Brustflossen ist ebenfalls hell, die Rückenflossen grau. Die Schnauze ist lang und das Maul von unten betrachtet breit parabolisch, die Augen sind groß und befinden sich relativ weit oben am Kopf. Die Nasenlöcher sind schmal und langgezogen, gegenüber anderen Arten im gleichen Verbreitungsgebiet wie dem Karibischen Scharfnasenhai (R. porosus) und dem Atlantischen Scharfnasenhai (R. terranovae) mit langen Labialfalten.
Er besitzt eine Afterflosse und zwei Rückenflossen. Dabei ist die erste Rückenflosse deutlich größer als die zweite und liegt leicht vor oder über den freien Enden der Brustflossen, während die zweite erst hinter der Analflosse entspringt. Die Analflosse ist etwas größer als die sehr kleine zweite Rückenflosse. Die Schwanzflosse besitzt einen verhältnismäßig kurzen unteren und langen oberen Lobus mit deutlichem Endlappen. Wie alle Arten der Gattung besitzen die Tiere fünf Kiemenspalten und haben kein Spritzloch, die 4. und 5. Kiemenspalte befinden sich oberhalb des Brustflossenansatzes.

## Lebensweise
Der Brasilianische Scharfnasenhai ist eine Flachwasserart und ernährt sich räuberisch vor allem von verschiedenen Fischen der Uferzonen, außerdem jagt er Krebstiere, Schnecken und Tintenfische. Die Haie sind lebendgebärend und bilden eine Dottersack-Plazenta aus (plazental vivipar). Die Weibchen bekommen in einem Wurf zwischen einem und vier Jungtieren mit einer Länge von etwa 33 cm. Mit einer Körperlänge von etwa 45 bis 50 cm sind die Männchen, ab etwa 54 cm die Weibchen geschlechtsreif.

## Verbreitung

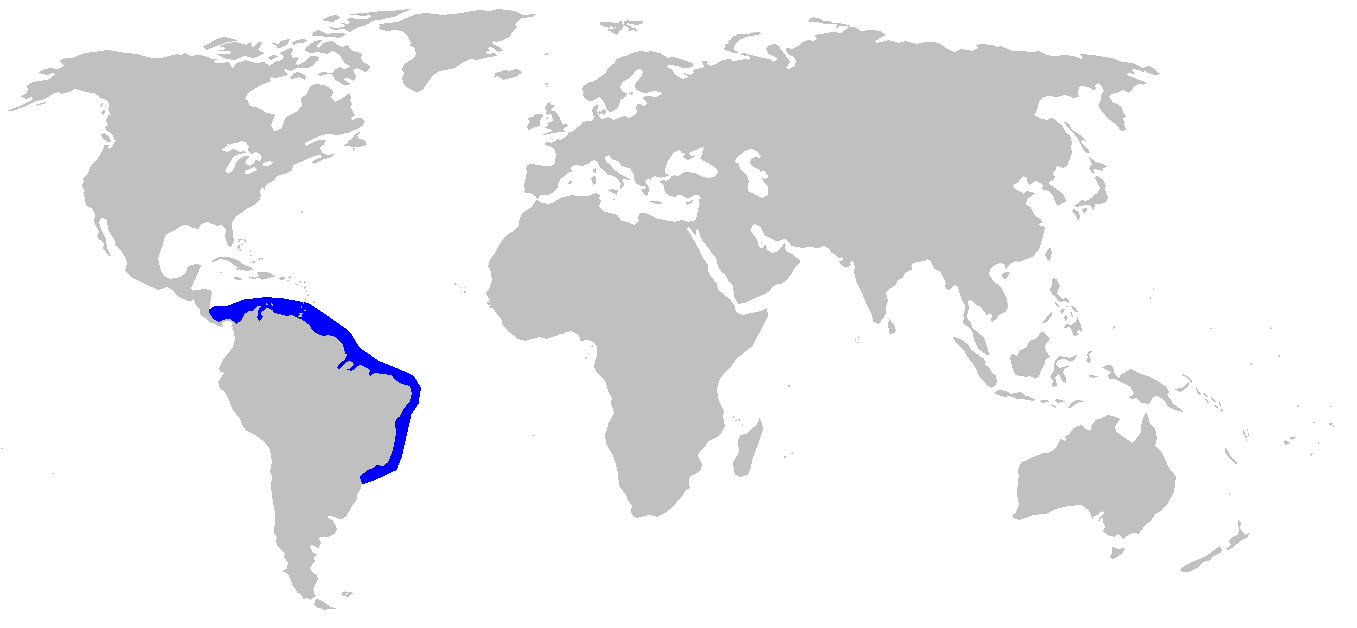
Verbreitungsgebiete des Brasilianischen Scharfnasenhais

Der Brasilianische Scharfnasenhai ist im westlichen Atlantik in den tropischen Gewässern der südamerikanischen Küste von Panama bis Brasilien zu finden. Sein Lebensraum befindet sich im Bereich des Kontinentalschelfs in Wassertiefen bis zum Grund in 0 bis 70 Metern Tiefe. Er bevorzugt sandigen bis schlammigen Untergrund, in Lagunen und Ästuaren ist er nur selten anzutreffen.